# Gullveig

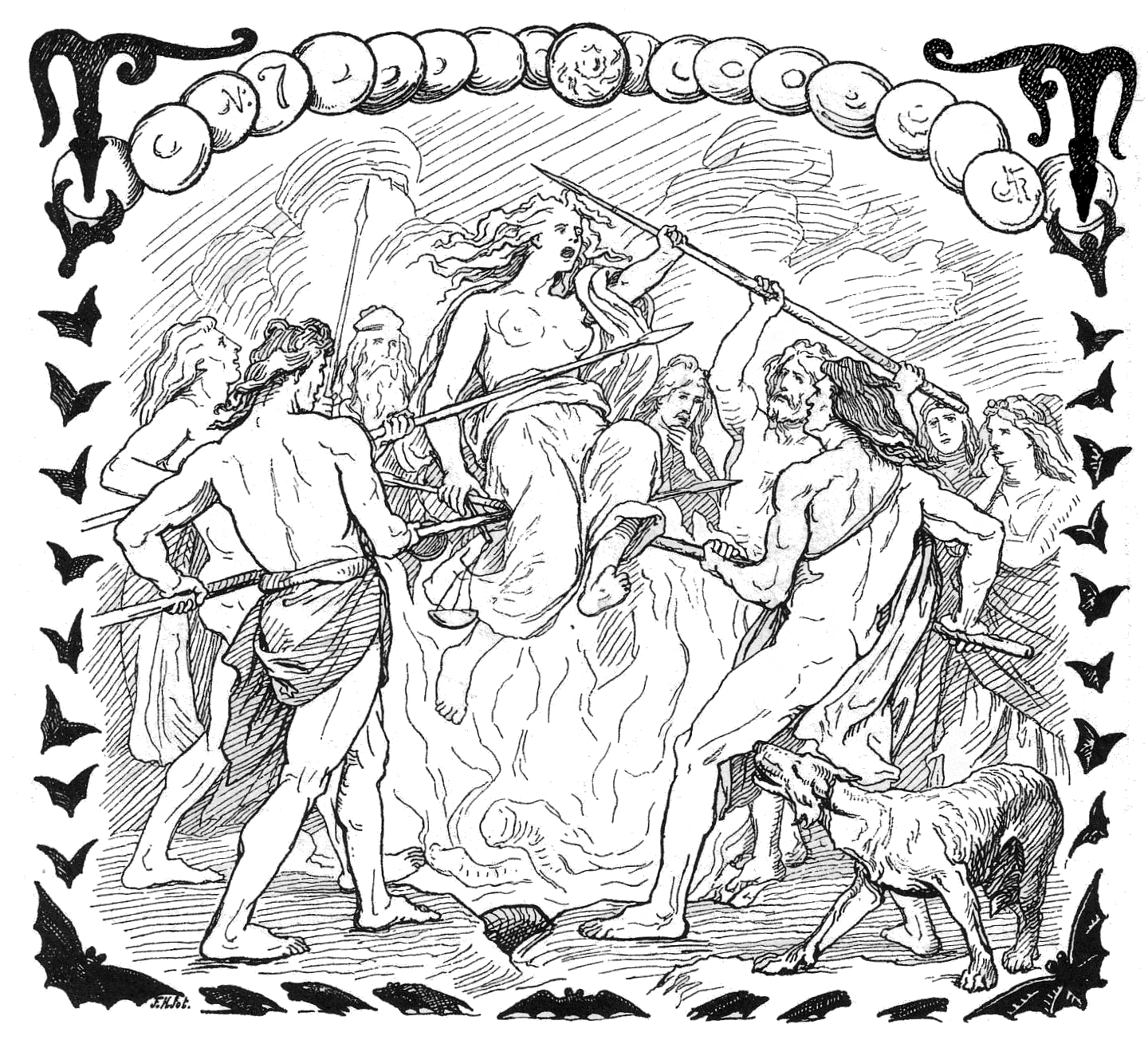
Gullveig viene sollevata con lance e messa sul fuoco
Illustrazione di Lorenz Frølich.

Gullveig è una misteriosa figura che appare solamente nell'Edda Poetica, più precisamente nel poema della Vǫluspá, dove è associata con la guerra fra Æsir e Vanir.
Nel poema, Gullveig viene bruciata diverse volte nel salone di Odino, soltanto per rinascere altrettante volte.

## Völuspá

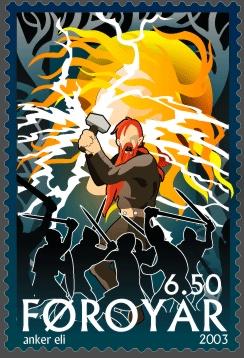
Francobollo delle isole Fær Øer - Esecuzione di Gullveig

Gullveig è menzionata per nome solo nella Völuspá, canto 21. La veggente, dopo il suo racconto della venuta delle Norne, continua:
fyrst í haimi,

es Gullveigu

geirum studdu

ok í höll Háars

hána brendu,

þrysvar brendu

þrysvar borna,

opt ósjaldan,

þó hon enn lifir. 

Heiði hétu,

hvars til húsa kom,

völu velspáa,

vitti hon ganda;

seið, hvars kunni,

seið hug leikinn;

æ vas hon angan

illrar brúðar.»
primo nel mondo

quando Gullveig;

urtarono con le lance

e nelle sale di Hár

le dettero fuoco:

tre volte l'arsero,

tre volte rinacque,

e altre tre volte,

ma è ancora in vita!

"Splendente" le misero nome:

dovunque venisse nelle case

indovina esperta in profezie,

dava potere alla magiche verghe;

incantò, dovunque poteva,

incantò i sensi,

sempre era la delizia

di spose malvagie.»
(Edda poetica - 'Völuspá '- La Profezia della veggente XXI - Traduzione di Stefano Mazza)
Hár ("Alto") è uno dei modi comuni per indicare Odino. Heid significa "splendente" e come nome "onore". Era un titolo comune per veggenti e streghe nelle saghe, soprattutto nella Landnámabók, nella Hrólfs saga kraka ok kappa hans e nella Örvar-Odds Saga. Seið è un tipo particolare di magia, spesso vista in modo peggiorativo. La frase tradotta qui, invece "incantò i sensi" è a volte interpretata in una maniera simile a "rese pazzi gli dei con il seið".
Generalmente si pensa che i due canti siano connessi e che Heiðr sia un altro nome di Gullveig. Il poema continua con un concilio -apparentemente- su chi dovrò pagare "wergild" per Gullveig, che porta alla guerra con i Vanir.
Su questo passaggio vi sono varie teorie: che in parte parli del potere di corruzione dell'oro, e che il maltrattamento di Gullveig fu la causa della risultante guerra fra Æsir e Vanir. Gullveig è quindi generalmente considerata Vanir.

## Teorie
Il breve menzionamento di Gullveig ha fatto nascere diverse teorie sulla natura della sua figura:

### Dumézil
Georges Dumézil (1966 e 1973) credeva che la guerra fosse basata su una mitica impronta Indo-Europea, che emerge anche nelle leggende romane della guerra fra i valorosi romani stessi (comparabili agli Æsir) ed i ricchi sabini (comparabili ai Vanir) e che l'elemento di Gullveig corrisponda al ruolo di Tarpeia nella tradizione romana. In una versione comune Tarpeia tradì i Romani in cambio di quello che i Sabini avevano sul braccio sinistro, intendendo i loro braccialetti d'oro. Tuttavia i Sabini, dopo essersi avvantaggiati del tradimento di Tarpeia, adempirono alla loro parte del patto colpendola col loro scudo, che era anch'esso sul braccio sinistro, fino ad ucciderla.
Dumézil propone anche che una tradizione correlata sia presente nel racconto di Saxo Grammaticus (Gesta Danorum, libro 1) del furto d'oro di Frigg dalla statua di Odino e del suo adulterio. Odino (sia per disgusto che per vergogna) andò in esilio ed un certo Mit-othin prende il suo posto, fino a che Odino ritorna scacciandolo via.

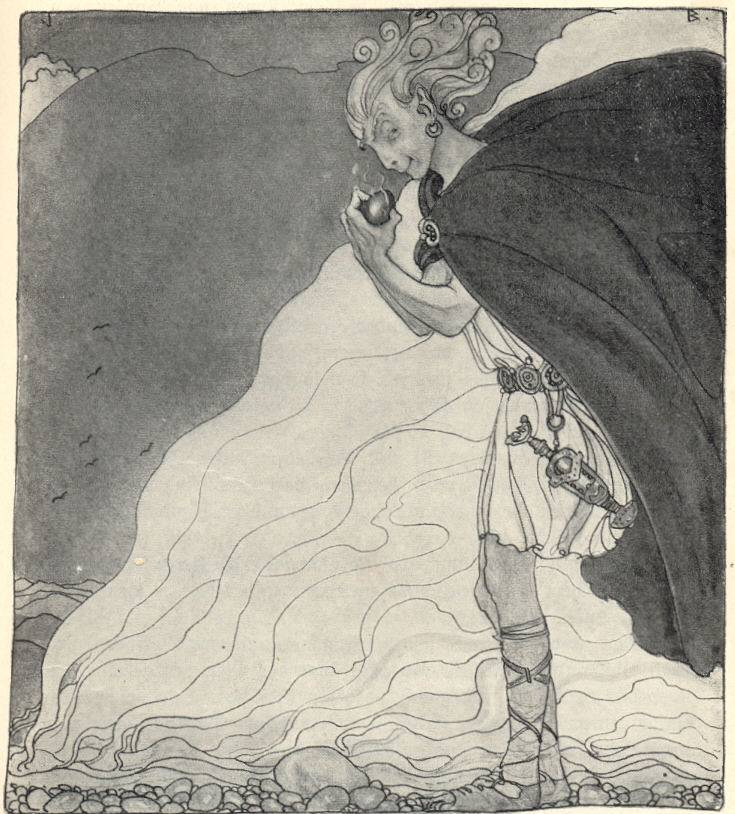
"Loki trova il cuore di Gullveig" illustrato da John Bauer per Our Fathers' Godsaga di Viktor Rydberg

### Rydberg
Viktor Rydberg ipotizzò una connessione tra il canto della Völuspá di Gullveig e due canti nella Völuspá hin skamma (trovata in qualche edizione dell'Edda Poetica come ultima parte del poema Hyndluljóð), nei quali Loki trova il cuore di una donna nella cenere e lo mangia, rimanendo incinto e dando poi alla luce delle "donne-troll".
Se quel cuore che Loki ha mangiato è quello di Gullveig, allora Gullveig potrebbe essere ancora viva tramite queste donne-troll che Loki generò. "Donne-troll" potrebbe anche riferirsi a veggenti e streghe malevole in generale.  La parola flagð significa 'donna-troll, mostro femmina, ogre, gigantessa, strega'. Ma metaforicamente può anche indicare i lupi femmina, o tutti i lupi, o anche i mostri in generale.
La Völuspá hin skamma fa anche riferimento a Heid e Hrossthjóf (altro nome sconosciuto) come figli di Hrímnir in un contesto che suggerisce che Hrímnir sia un gigante.
Rydberg ha preso il racconto di Loki che mangia il cuore come un riepilogo del canto precedente, ed ha così identificato Gullveig con Angrboða, la madre di Fenrir. Per fare questo lavoro Rydberg traduce flagð 'donna-troll' come riferimento a troll di ambo i sessi e include tra di essi Fenrir. Tuttavia Snorri Sturluson nella sua Edda sapeva che Angrboda era una "gigantessa di Jǫtunheimr" e che con Loki ha generato Fenrir, Jörmungandr, e Hel e non da indicazioni che Loki abbia dato alla luce qualcuno di essi da solo.
Rydberg identifica anche la sua Gullveig/Angrboda con la vecchia donna di Járnviðr menzionata nel 49º canto della Völuspá, dove alleva la stirpe di Fenrir, una normale interpretazione. Più ardita è la sua associazione di Gullveig, Angrboda e della vecchia con Aurboda, la moglie di Gymir e madre di Gerðr e anche con la gigantessa Hyrrokin, che si dice essere stata uccisa da Thor in una lista nel þulur.  Rydberg crede che Gullveig sia stata infine uccisa dal martello di Thor. Rydberg nota quindi che nel Svipdagsmál Aurboda è anche il nome di una delle nove serve di Menglöd (Menglöd è spesso inteso come una variante di Freyja), che Heid fosse il nome della figlia diHrímnir, e che nella Völsunga saga Hljóð è sia la figlia del gigante Hrímnir che la serva di Frigg. Questa Hljóð sposa l'eroe Volsung e genera quindi l'eroe Sigmund. Rydberg le prende tutte come altre varianti di Gullveig.
Le multiple identificazioni di Rydberg generalmente non sono accettate dagli ultimi studiosi.

### Turville-Petre
Una differente teoria supportata da Gabriel Turville-Petre è che Gullveig è un nome per indicare la dea Freyja. Nella storia dell'Edda in prosa Gylfaginning, Freyja piange lacrime d'oro rosso per suo marito Ódr in sua assenza e che è madre di Gersemi e Hnoss, i cui nomi significano entrambi "tesoro". Freyja è spesso associata con l'amore per la gioiellerie e per i tesori nelle rappresentazioni che ci sono giunte.
Nella Heimskringla di Snorri Sturluson, nella Ynglinga Saga, capitolo 4, Snorri spiega che fu Freyja che introdusse il seið tra gli Æsir dato che andava di moda fra i Vanir. Perciò, tutti i Vanir praticavano il seið. Nel capitolo 7 Snorri dice che anche Odino conosceva il seið:
…ma non era rispettabile per gli uomini praticarlo; e perciò le sacerdotesse erano esperte in questa arte.